# Italienische Fußballmeisterschaft 1907
Die Italienische Fußballmeisterschaft 1907 war die zehnte italienische Fußballmeisterschaft, die von der Federazione Italiana Giuoco Calcio (FIGC) ausgetragen wurde.

## Organisation
Vom 13. Januar bis zum 3. März 1907 fanden die regionalen Ausscheidungsspiele für die Finalrunde statt. Die Finalrunde wurde vom 10. Februar bis zum 14. April 1907 ausgetragen.
Es gab erneut eine Finalrunde, für die sich drei Mannschaften qualifizierten. Jede Mannschaft spielte während dieser Finalrunde jeweils zweimal gegen die übrigen Mannschaften (ein Heimspiel und ein Auswärtsspiel). Nach diesen Spielen wurde das Team mit den meisten Punkten Meister.

## Teilnehmer
Erstmals nahm der neu gegründete FC Turin (aus der Fusion des FC Torinese mit einigen Juventus-Spielern entstanden) an der Meisterschaft teil.
- CFC Genua
- SG Andrea Doria
- AC Mailand
- US Milanese
- Juventus Turin
- FC Turin

## Resultate

### Ausscheidungsrunde

#### Piemont
|          | Gesamt |                | Hinspiel | Rückspiel |
| -------- | ------ | -------------- | -------- | --------- |
| FC Turin | 6:2    | Juventus Turin | 2:1      | 4:1       |

Damit qualifizierte sich der FC Turin, nachdem Juventus im Hinspiel viermal nur den Pfosten getroffen hatte, für die Finalrunde.

#### Lombardei
|            | Gesamt |             | Hinspiel | Rückspiel |
| ---------- | ------ | ----------- | -------- | --------- |
| AC Mailand | 7:0    | US Milanese | 6:0      | 1:0       |

Damit qualifizierte sich der amtierende Meister AC Mailand für die Finalrunde. Das Rückspiel musste beim Stand von 1:2 wegen Schneefällen abgebrochen und wiederholt werden.

#### Ligurien
|                 | Gesamt |           | Hinspiel | Rückspiel |
| --------------- | ------ | --------- | -------- | --------- |
| SG Andrea Doria | 4:2    | CFC Genua | 1:1      | 3:1       |

Damit qualifizierte sich die SG Andrea Doria erstmals für die Finalrunde. Der damalige Rekordmeister CFC Genua scheiterte dabei zum ersten Mal in der Ausscheidungsrunde.

### Finalrunde
|                 | Ergebnis |                 |
| --------------- | -------- | --------------- |
| SG Andrea Doria | 0:0      | FC Turin        |
| FC Turin        | 1:1      | AC Mailand      |
| AC Mailand      | 5:0      | SG Andrea Doria |
| AC Mailand      | 2:2      | FC Turin        |
| SG Andrea Doria | 0:2      | AC Mailand      |
| FC Turin        | *2:0 *   | SG Andrea Doria |

Abschlusstabelle
| Pl. | Verein          | Sp. | S | U | N | Tore    | Punkte |
| --- | --------------- | --- | - | - | - | ------- | ------ |
| 1.  | AC Mailand      | 4   | 2 | 2 | 0 | 007:300 | 06     |
| 2.  | FC Turin        | 4   | 1 | 3 | 0 | 005:300 | 05     |
| 3.  | SG Andrea Doria | 4   | 0 | 1 | 3 | 000:800 | 01     |

## Meister
Damit wurde der AC Mailand zum zweiten Mal in Folge und zum dritten Mal insgesamt italienischer Meister und gewann erneut den Spensley-Pokal.
| Meister    |
| AC Mailand |

| Tor: - Gerolamo Radice Abwehr: - Andrea Meschia - Guido Moda I Mittelfeld: - Alfred Bosshard - Attilio Trerè II - Gian Guido Piazza Angriff: - Alessandro Trerè I - Herbert Kilpin - Ernst Widmer - Hans Walter Imhoff - Johann Ferdinand Mädler | Ersatz: - Attilio Colombo - Gustav Hauser - Camillo Parisini - Vittorio Pedroni II Trainer: - Daniele Angeloni |

## Torschützen
Die Torschützen sind ohne Tore aus der regionalen Ausscheidungsrunde aufgeführt.
| Pl. | Name                                | Verein     | Tore |
| --- | ----------------------------------- | ---------- | ---- |
| 1   | Alessandro Trerè I                  | AC Mailand | 4    |
| 2   | Johann Ferdinand Mädler             | AC Mailand | 3    |
| 3   | Hans Walter Imhoff                  | AC Mailand | 2    |
| 3   | Hans Kämpfer (Fußballspieler, 1885) | FC Turin   | 2    |
| 5   | Alfred Jacquet                      | FC Turin   | 1    |
| 5   | Herbert Kilpin                      | AC Mailand | 1    |